# Synagoga v Jablonci nad Nisou
Synagoga, neboli Templ, stála v severočeském Jablonci (v německých pramenech Gablonz and der Neisse) mezi lety 1892–1938, kdy byla vypálena a zbořena nacisty. Téměř všichni židovští obyvatelé Jablonce nad Nisou zahynuli během šoa, dnes ve městě zřejmě nežije ani jeden. Židovské rodiny se význačnou měrou zasloužily o to, že se Jablonec stal z chudičké horské vesnice jedním z nejbohatších měst střední Evropy.

## Historie židovské obce
Historie židovského osídlení Jablonce je – oproti ostatním městům v Sudetech – relativně krátká. Jablonec byl v podstatě až do průmyslové revoluce chudičkou horskou vískou, a tudíž zde z logických důvodů není zaznamenána zvýšená aktivita židovských kupců či obchodníků v předchozích staletích. Podle záznamů místních kronikářů Bendy (1877) a Lilie (1894), byl prvním Židem usadivším se v Jablonci jistý Salomon Altschul, jehož obchodování vínem je doloženo písemnými prameny k r. 1770 a 1773. První Židé se nicméně smí ve městě usadit až po revolučním roce 1848. Prvním Židem, který se do Jablonce tohoto roku stěhuje, je B. Spitzer - kupuje dva místní domy a zakládá lihovar. Roku 1852 v Jablonci umírá c. a k. vojenský lékař Heinrich Schulhof, o pohřbu nicméně záznamy mlčí. R. 1856 otevírá Daniel Mendel z Mladé Boleslavi první obchod s koloniálním zbožím. V r. 1864 je doložena první židovská svatba - obchodník se smíšeným zbožím Josef Pam z Abtsdorfu si bere za ženu Theresii Lustig. R. 1864 založen první obchod se sklem "S. M. Hock".
R. 1870 je ustanoven přípravný výbor pro založení náboženského spolku a 19. září r. 1872 je oficiálně "Israelitischer Cultusverein" založen a jeho prvním předsedou je zvolen Dr. Hermann Adler. Roku 1877 eviduje náboženský spolek již 50 židovských rodin usedlých v Jablonci. R. 1878 je náboženský spolek přeměněn na samostatnou ŽNO a r. 1882 je založen židovský hřbitov.
Bohoslužby se konají nejprve v domě na Hlavní ul. č. p.10 (Hauptsraße Nr.10), patřící rodině výše zmiňovaných Spitzerů, posléze se přesouvají do domácnosti S. Lustiga. Téměř pět let funguje jako vrchní kantor Moses Pollak z Tanvaldu, zároveň S. Lustig zastává funkci kantora i šocheta. Posléze jsou k bohoslužebným účelům využívány různé objekty (např. Stará střelnice, Zájezdní hostinec "U stříbrného měsíce" atp.), nicméně stále citelněji se projevuje absence důstojné a reprezentativní sakrální stavby.

## Synagoga

Synagoga od jiho-západu

Projekt stavby synagogy byl r. 1891 zadán jednomu z nejvýznamnějších architektů synagogálních staveb v Rakousko-Uhersku, v Bratislavě narozenému vídeňskému Wilhelmu Stiassnymu. 10. dubna 1892 byl slavnostně položen základní kámen a stavba v tehdy velice módním maurském slohu se secesními prvky, do které se pohodlně vešlo přes 280 věřících (160 mužů a 126 sedadel v ženské sekci), byla slavnostně vysvěcena 28. září téhož roku. Na slavnost se v hojném počtu dostavili představitelé židovských náboženských obcí z Liberce, Turnova, Mladé Boleslavi a Prahy, zástupci státních úřadů, měšťanstva a spolků i okresního výboru, evangelické obce a škol, jakož i další četní hosté. Do budovy byl vložen symbolický závěrečný kámen a do schránky úmluvy vloženy svitky Tóry. Zároveň byl představen nový jablonecký rabín, Dr. Hermann Baneth, který měl i proslov, Celý projekt stavby templu vyšel na 60,000 zlatých.
Rok po vysvěcení synagogy, tedy r. 1893, se k jablonecké židovské obci hlásilo přes 500 členů, roku 1910 už 826 osob a při posledním sčítání lidu, r. 1930, to bylo 893 osob. V první polovině 20. stol. existovaly v Jablonci židovské spolky Chevra Kadiša - pohřební bratrstvo, Židovský ženský spolek "Israelitischer Frauenverein" (založen 1885), židovský svaz mládeže "Blau-Weiss" (zal. 1926 - 45 členů) a sionistický spolek "Theodor Herzl" (zal. r. 1900 - 85 členů).
Synagoga sloužila svému účelu až do osudného roku 1938, kdy byly celé Sudety anektovány nacistickým Německem. Budova byla v při tzv. "Křišťálové noci" vypálena, jak uvádí Gablonzer Zeitung.

Zachovala se z ní však část vnitřního vybavení. Před odchodem z Jablonce vyzdvihli členové obce ze synagogy to nejdražší, co měli - všech devět Tór, zabalili je a odnesli s sebou do Turnova. Po návratu z mobilizace v Turnově po kratší dobu pobýval i jablonecký rabín dr. George Vida (1906 - 1989). Protože se vyřizování cestovních dokladů protahovalo, pokusil se zachránit alespoň jednu z Tór, zabalil ji a odeslal do Paříže. Když poté v červnu 1939 odplouval Vida s rodinou z Rotterdamu do USA, vezl tuto jedinou zachráněnou Tóru s sebou. Dnes je vystavena v Tikvat Israel Holocaust Memorial v USA, otevřená v místě, kde z ní bylo naposledy v jablonecké synagoze předčítáno. Ostatní předměty, které společně s Tórami jablonečtí věřící donesli do Turnova, se později dostaly společně s předměty z turnovské synagogy do tzv. Židovského ústředního muzea zřízeného v roce 1942 v Praze. 
| „ | "...odpoledne 10. listopadu během dne davy vypleněna a kolem 17. hodiny zapálena." | “ |

Jiný druhotný pramen uvádí: 
| „ | "V době, kdy v Jablonci probíhala "křišťálová noc", 10. listopadu 1938, zůstala ve městě už jen malá část bývalé židovské komunity. Většina odešla po zabrání Sudet nacisty, mnoho z nich se zpočátku uchýlilo do blízkého Turnova. Přesto byla zdejší synagoga v odpoledních hodinách vyrabována a kolem 17 hodiny zapálena. Podařilo se z ní však zachránit svitek Tóry, který se dostal až do amerického Marylandu, kde je vystaven. Dav též strhával vývěsní tabule židovských obchodů a ničil vnitřní zařízení. Podle hlášení okresního úřadu v Semilech byli "vzati do vazby všichni zdejší Židé, v čele průvodu hnán jeden místní žid, jméno nepodařilo se zjistiti, který měl na prsou tabulku s nápisem: Ich bin ein Saujude (Jsem svinský žid.)" | “ |

Po válce už nebyla ŽNO obnovena a nejbližší aktivní obcí s působností i pro město Jablonec se tak stala ŽNO v Liberci.

## Památník
Na místě vypálené synagogy byl 2. srpna 1993 instalován symbolický památník šoa (holokaustu) od jabloneckého sochaře Oldřicha Plívy. Při této příležitosti se uskutečnila slavnost, kterou připravil Spolek přátel města Jablonce nad Nisou spolu s městem a jabloneckými podnikateli. Na realizaci přispěli, díky iniciátorovi celé akce Franzu Kafkovi z Anglie, 10 000 dolary rodáci, kteří byli nuceni po válce odejít do zahraničí.  Slavnosti představení památníku se zúčastnili jablonečtí rodáci z celé Evropy, ale rovněž zástupci židovských obcí z USA. Kancelář prezidenta republiky byla zastoupena Lenkou Štětinovou. Události se zúčastnil také švýcarský honorární konzul Hanus Holzer, dále zástupci židovských obcí z Přerova a Prahy.

Památník tvoří žulový trojhranný blok, který při pohledu shora tvoří šesticípou hvězdu, židovský symbol chrámu krále Davida. U paty památníku jsou položeny dvě desky s nápisy:
| „ | "Zde stávala synagoga sloužící 300 židovským rodinám, které značně prospěly rozvoji jabloneckého průmyslu před druhou světovou válkou. V říjnu 1938 nacisté obsadili město, znesvětili a zničili synagogu. Většina židovského obyvatelstva byla zavražděna v nacistických koncentračních táborech. Bůh žehnej jejich památce." | “ |

Památník je součásti „Vnitřního turistického okruhu“ města Jablonec nad Nisou.

## Virtuální rekonstrukce
Díky diplomové práci  vznikl virtuální počítačový model synagogy včetně vnitřního vybavení. 